# Audrey Pulvar
Pour les articles homonymes, voir Pulvar.
Audrey Pulvar, née le 21 février 1972 à Fort-de-France (Martinique), est une journaliste, animatrice de radio et de télévision et femme politique française.
Présentatrice du 19/20 sur France 3 de 2005 à 2009, Audrey Pulvar est également connue pour avoir été chroniqueuse au sein de l'émission On n'est pas couché, de Laurent Ruquier sur France 2 en 2011 et 2012. Elle rejoint par la suite le groupe Canal+ et sa chaîne D8 en 2013.
Elle est présidente de la Fondation Nicolas-Hulot pour la nature et l'homme entre 2017 et 2019, avant d'être élue conseillère de Paris en 2020 et d'être adjointe d'Anne Hidalgo, chargée de l’alimentation durable, de l’agriculture et des circuits courts.
Candidate aux élections régionales de 2021 en Île-de-France, elle est élue conseillère régionale sur la liste d'union de la gauche.

## Situation personnelle

### Origines et formation
Audrey Pulvar passe son enfance à Fort-de-France, où elle est élevée dans un milieu cultivé et fortement imprégné de politique. Sa mère, Emma Hospice, qui appartient à une famille influente de l'île, est assistante sociale
. Son père, Marc Pulvar, professeur et propriétaire d'une école privée, a été secrétaire national du Mouvement indépendantiste martiniquais (qu'il a également fondé) et secrétaire général de la centrale syndicale des travailleurs martiniquais (CSTM). Le grand-père paternel d'Audrey Pulvar est fraiseur à Saint-Denis (Seine-Saint-Denis).
Elle est nièce par alliance du romancier, poète et philosophe martiniquais Édouard Glissant.
À partir de l'âge de 14 ans, Audrey Pulvar vit entre son île natale et la France métropolitaine. Bien qu'elle ait passé la plus grande partie de sa scolarité en métropole, elle obtient son baccalauréat aux Antilles avant de retourner en métropole, à Rouen, et d'y décrocher un DEUG de sciences économiques (université de Rouen). Elle poursuit ses études à l'École supérieure de journalisme de Paris (ESJ) dont elle sort diplômée en 1994.

### Vie privée
Audrey Pulvar a une fille, née en 1997, prénommée Charis comme l'un des personnages de William Boyd. Au cours des années 2000, elle vit avec le chef cuisinier Alain Passard.
Début 2010, la presse people révèle sa relation avec le socialiste Arnaud Montebourg, alors député et président du conseil général de Saône-et-Loire. En février, à quelques semaines des élections régionales françaises, le groupe Canal+ la maintient à l'antenne d'I-Télé, du moins tant que son compagnon n'exerce pas de fonction gouvernementale[réf. nécessaire].
Cependant, le parcours politique de son compagnon l'en écarte, et plus tard de France Inter et de France 2, bien qu'elle ait contesté la jurisprudence Anne Sinclair en la matière, à l'application fluctuante.
En novembre 2012, elle se sépare d'Arnaud Montebourg.
En février 2021, trois cousines d’Audrey Pulvar accusent publiquement son père, Marc Pulvar, d’inceste,. Une fois ces révélations publiques, Audrey Pulvar affirme que les accusations, portées à l’approche des élections régionales, ne sont pas une manœuvre politique, et exprime publiquement son soutien aux victimes. Une de ses cousines l’aurait précédemment informée, mais Audrey Pulvar aurait refoulé ce souvenir, favorisant l’omerta,.

## Carrière professionnelle

### JRI puis présentatrice sur les chaînes ATV, LCI et TV5 (1995-2003)
Elle entre dans les bureaux d'ATV comme stagiaire au cours de sa formation à l'École supérieure de journalisme de Paris (ESJ Paris). Elle y est engagée comme journaliste reporter d'images et devient en 1995, présentatrice du journal du soir. En 1999 elle est rédactrice en chef adjointe de la chaîne tout en continuant d'assurer ses fonctions de présentatrice. En avril 2002, elle est pigiste à la chaîne satellitaire d'information en continu LCI . À partir de décembre, elle travaille simultanément à TV5.

### Présentatrice à France télévisions (2003-2009)
En novembre 2003, elle devient présentatrice du journal télévisé régional de France 3 Marseille. Après quelques remplacements sur l'antenne nationale, elle présente Soir 3 aux côtés de Louis Laforge à partir de septembre 2004. Première femme noire à présenter un journal télévisé sur une chaîne hertzienne française, elle refuse d'y voir un symbole et d'être un porte-drapeau.
À partir de septembre 2005, toujours sur France 3, elle présente le journal du soir, le 19/20. Elle présente en outre des émissions spéciales comme la troisième édition des Victoires du jazz, avec Pierre Lescure ou Français, à cœur et à cris en mai 2006. Fin 2008, Audrey Pulvar est l'une des rares « personnalités » de France 3 à participer à la manifestation contre la suppression de la publicité sur France Télévisions.
En 2006, elle présente aussi le magazine mensuel Parlez-moi d'ailleurs sur La Chaîne parlementaire.

### Présentatrice sur i-Télé et France Inter (2009-2011)

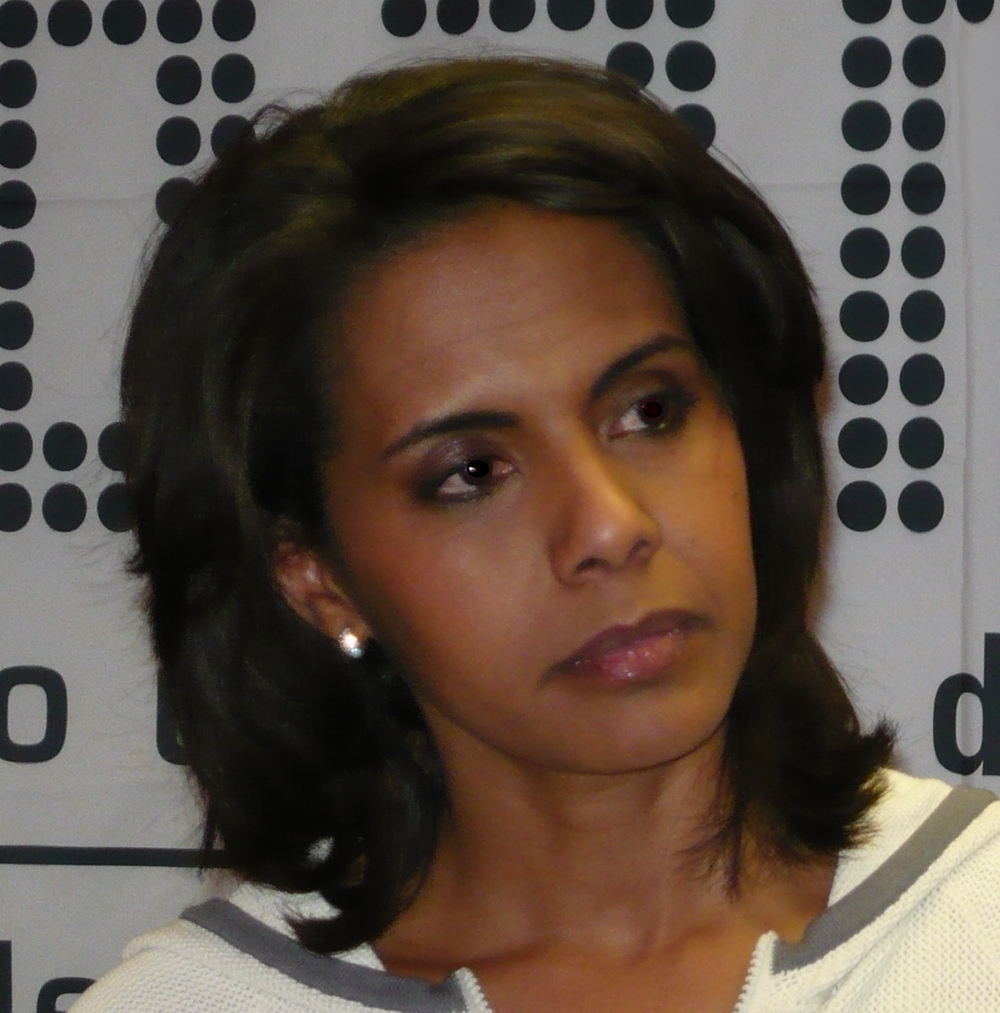
Audrey Pulvar en mars 2009.

En juillet 2009, quittant France 3, Audrey Pulvar rejoint la chaîne d'information en continu I-Télé afin d'y présenter la tranche 18 h - 20 h en semaine ainsi qu'une interview politique dominicale.
En septembre 2010, à la faveur du départ de Nicolas Demorand de la matinale de la station de radio France Inter, elle prend les rênes de la tranche 6 h - 7 h, avec « une place de choix à l'actualité internationale » selon Philippe Val, directeur délégué de la radio. Parallèlement, elle poursuit sa collaboration avec I-Télé mais réduit son émission à une heure de 19 h à 20 h. En novembre 2010, elle est suspendue d'antenne en raison de la candidature de son compagnon Arnaud Montebourg aux primaires socialistes. Quinze jours plus tard, après une polémique sur cette éviction, elle revient à l'antenne pour une interview non politique de 10 minutes à 19 h 40 mais ce rendez-vous est supprimé à la fin de l'année. En janvier 2011, France Inter lui retire son interview de 7 h 50 tout en la confirmant à la présentation de la tranche 6 h - 7 h et en lui confiant une nouvelle chronique à 8 h 37.
Fin janvier 2011, elle revient à l'antenne d'I-Télé pour animer à 11 h 40 Arrêt sur l’info, un débat sur des sujets de société sans intervenant politique. Elle quitte la chaîne en juillet 2011.

### Chroniqueuse dansOn n'est pas couché(2011-2012)
En septembre 2011, tout en continuant son émission quotidienne sur France Inter, Audrey Pulvar devient chroniqueuse aux côtés de Natacha Polony dans l'émission On n'est pas couché présentée par Laurent Ruquier sur France 2. Elle ne fait plus partie de l'émission en 2012, toujours en raison de sa proximité avec Arnaud Montebourg[réf. nécessaire]

### Directrice éditoriale desInrocks(2012)

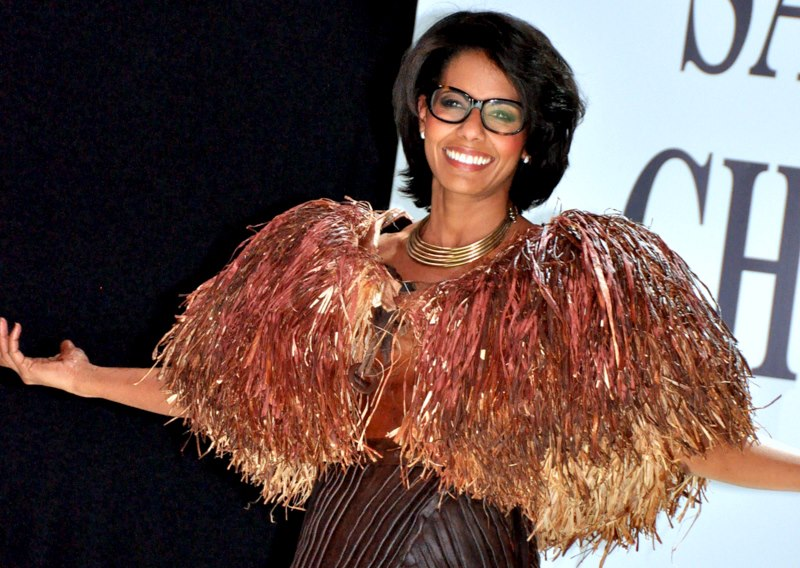
Audrey Pulvar participant en 2012 au défilé de mode du Salon du chocolat.

En juillet 2012, Audrey Pulvar est directrice chargée de l'éditorial du magazine Les Inrockuptibles. Mais les journalistes du magazine ainsi que le syndicat national des journalistes y voient un conflit d'intérêts. Les démissions s'enchaînent, dont celles de Thomas Legrand, Bernard Zekri et Arnaud Aubron. Le 16 juillet 2012, Audrey Pulvar promet que « Les Inrocks ne seront pas une annexe du Parti socialiste ». Au mois de septembre 2012, Marc Beaugé, rédacteur en chef chargé de l'actualité, démissionne lui aussi, jugeant Audrey Pulvar « trop floue sur le projet éditorial et trop autoritaire dans son management ».
Le vendredi 21 décembre 2012, à la suite de ces polémiques et des mauvais résultats des ventes du magazine, Audrey Pulvar démissionne, et ce après plusieurs mois de conflits avec Matthieu Pigasse, l'actionnaire majoritaire de l'hebdomadaire. Les relations difficiles d'Audrey Pulvar en interne expliqueraient également sa mise à l'écart.

### Animatrice sur D8, France 2, chroniqueuse sur RTL (2012-2015)
D'octobre 2012 à juin 2015, elle est chroniqueuse dans l'émission Le Grand 8 présentée par Laurence Ferrari, sur la chaîne D8.
En janvier 2013, elle rejoint RTL et devient chroniqueuse dans l'émission On refait le monde de Marc-Olivier Fogiel. Le 12 février 2013, elle anime l'émission Touche pas à mon poste ! en remplaçant exceptionnellement Cyril Hanouna, parti animer la Nouvelle Star.
En 2013, elle participe à Toute la télé chante pour Sidaction sur France 2.

### Présentatrice sur i-Télé (2013-2017) puis Altice Studio (2018)
À la rentrée 2013, elle revient sur I télé, aux côtés de Laurence Ferrari. À la rentrée 2014, elle remplace Léa Salamé en soirée du lundi au jeudi à la présentation du Grand JT et de l'émission de débat On ne va pas se mentir et anime également le nouveau magazine 18H Politique le dimanche.
En novembre 2016, Audrey Pulvar est critiquée pour ne pas avoir soutenu la rédaction d’iTélé après un conflit historique qui aura duré 31 jours. Sur Twitter, Stéphane Guillon écrit ainsi : « L'indécence de Pulvar qui évoque "la rédaction meurtrie d'i-télé", alors qu'elle n'a pas bougé le petit doigt pour eux… laisse sans voix ! ». « L'indécence poussée à ce paroxysme devient un symptôme de troubles psychiatriques. Pulvar ni meurtrie ni au combat mais sur iTélé ce soir », estime pour sa part, la journaliste et épouse de Stéphane Guillon Muriel Cousin.
Le 26 avril 2017, dans l'entre-deux-tours de l'élection présidentielle de 2017 qui oppose Marine Le Pen et Emmanuel Macron, elle est temporairement suspendue de CNews, pour avoir signé une pétition féministe anti-Marine Le Pen initiée par la ministre de la Famille, de l'Enfance et des Droits des femmes Laurence Rossignol, ayant ainsi manqué, selon la chaîne, à son devoir de réserve et de neutralité. Elle présente sa dernière émission le 16 juillet 2017 sur CNews, et fait ses adieux au journalisme.
Elle présente Cannes 14H sur Altice Studio en 2018.

### Activités depuis 2018
En 2019 et en 2020, Audrey Pulvar anime la soirée présentant le palmarès de la nouvelle édition du Guide Michelin. En 2020, la qualité de sa prestation est sévèrement critiquée par plusieurs médias,,,.
En 2020, elle cofonde la Green Management School, école de management privée qui affiche des ambitions environnementales.
Quatre ans après s'être lancée dans l'action militante et politique, il était prévu qu'Audrey Pulvar revienne à la télévision à partir de mi-janvier 2022, pour une émission consacrée à l'environnement sur la chaîne B Smart. Toutefois, en juin aucune émission signée par la journaliste n'apparaît sur la chaîne.

## Parcours politique

### Primaire socialiste de 2011
En 2011, elle soutient publiquement son compagnon d'alors Arnaud Montebourg à l'occasion de sa candidature à la primaire coorganisée par le Parti Socialiste (PS) en « s'affichant », une seule fois, à ses côtés lors d'une réunion publique à La Bellevilloise le 9 octobre, soir du 1er tour. Bien qu'elle conteste s'être engagée dans la campagne et y avoir voté, cette présence lui vaut des réactions hostiles parmi ses confrères à France Inter et un recadrage de la direction qui lui renouvelle l'interdiction de traiter de la politique intérieure,. À la suite de ces critiques, Audrey Pulvar écrit au CSA pour demander « la définition d'un statut pour les journalistes qui vivent avec un homme ou une femme politique en campagne électorale ».

### Militante écologiste
Elle est élue le 28 juin 2017 à la présidence de la Fondation pour la nature et l'homme, après la démission le 17 mai 2017 de son président-fondateur Nicolas Hulot en raison de sa nomination au poste de ministre de l'Environnement.
Elle soutient en 2018 le collectif européen Pacte Finance Climat, destiné à promouvoir un traité européen en faveur d'un financement pérenne de la transition énergétique et environnementale pour lutter contre le réchauffement climatique.
Le 30 janvier 2019, Nicolas Hulot reprend la présidence de la Fondation, après son départ du gouvernement Édouard Philippe en août 2018. Audrey Pulvar quitte donc la présidence de la Fondation comme prévu le même jour, en déclarant se préparer à un « autre projet [en créant] une structure »,.

### Conseillère de Paris et adjointe d'Anne Hidalgo
En 2018, elle soutient publiquement la volonté, alors contestée, d'Anne Hidalgo de rendre piétonne et cyclable la voie Georges-Pompidou sur les quais de la Seine, ce qui lui vaut d'être remarquée par la maire qui lui propose de rejoindre son équipe de campagne en 2019.
En octobre 2019, sa présence sur la liste menée par Anne Hidalgo, Paris en commun, soutenue par le Parti socialiste, le Parti communiste français et d'autres partis, pour les élections municipales de 2020 à Paris est officialisée. Bien qu’elle réside dans le 6e arrondissement de Paris, elle est deuxième sur la liste dans le nouvel arrondissement du centre de la capitale derrière Ariel Weil, maire sortant du 4e arrondissement. Elle est élue conseillère de Paris à l'issue du second tour organisé le 28 juin 2020, sa liste arrivant en tête avec 53,32 % des suffrages[réf. nécessaire].
Le 3 juillet 2020, Audrey Pulvar devient adjointe à la maire de Paris en charge de l’alimentation durable, de l’agriculture et des circuits courts.

### Élections régionales de 2021 en Île-de-France
Audrey Pulvar est tête de liste aux élections régionales de 2021 en Île-de-France avec le soutien du PS, de Place publique et du Parti radical de gauche. Pendant la campagne, alors qu’elle se fixe pour objectif d’arriver en tête des listes de gauche, elle fait polémique avec ses propos sur la non-mixité, ce qui dégrade ses relations avec Anne Hidalgo, qui cherche à la remplacer.
Au premier tour, la liste conduite par Audrey Pulvar arrive en cinquième position au niveau régional, avec 11,1 % des suffrages exprimés. Dans l’entre-deux-tours, elle rejoint une alliance de la gauche, avec les listes de Julien Bayou (13 %) et de Clémentine Autain (10,2 %). Avec 33,7 % des voix, la liste de gauche s'incline face à celle de droite conduite par la présidente du conseil régional sortant, Valérie Pécresse.

## Polémiques

### Lunettes en écaille de tortue Bonnet
En 2012 naît une polémique au sujet des lunettes portées par Audrey Pulvar, estimées à 12 000 euros dans un article de Technikart, puis à 15 000 euros par le Canard Enchaîné, puis enfin par un éditorial du Nouvel Observateur, Audrey Pulvar prétendant que leur prix, sans jamais le prouver, serait de 3 300 euros. Ces lunettes, de la maison Bonnet, sont faites en écaille de tortue, au grand dam de l'humoriste défenseur des animaux Rémi Gaillard. Cette polémique est relancée en 2017 à l'occasion de l'élection d'Audrey Pulvar à la tête de la Fondation pour la nature et l'homme, puis en 2019 par Franck Ribéry, dont Audrey Pulvar avait jugé publiquement le mode de vie dispendieux.

### Propos sur de présumées agressions sexuelles
Le 20 juillet 2020, Audrey Pulvar est l'une des figures de proue du mouvement de protestation consécutif à la nomination au ministère de l'Intérieur de Gérald Darmanin, accusé de viol. Sur les réseaux sociaux, des internautes lui reprochent une indignation sélective en rappelant ses propos défendant la présomption d'innocence lors des affaires d'agressions sexuelles impliquant Jean-Marc Morandini, Dominique Strauss-Kahn ou bien encore Nicolas Hulot.

### Propos sur la non-mixité
Questionnée avec insistance le 27 mars 2021 lors d'une interview sur BFM TV au sujet des « réunions non mixtes racisées » organisées par le syndicat étudiant UNEF, Audrey Pulvar répond que « si vient à cet atelier une femme blanche, un homme blanc, etc., j'aurais tendance à dire qu'il n’est pas question de le jeter dehors. En revanche, on peut (…) lui demander d'être spectateur silencieux ». Des personnalités politiques jugent ces déclarations racistes, et Audrey Pulvar chute dans les sondages. Le PS n'obtient finalement que 11,1 % des voix contre 25 % en 2015 et il est doublé par Europe Ecologie Les Vertes (EELV) (13 % contre 8 %) et talonné par la liste PCF-LFI qui obtient 10,25 %. De son côté, le journaliste Daniel Schneidermann lui reproche de ne pas avoir éludé la question, ni rappelé que le sujet est purement polémique, marginal, sans faits précis ni lien avec l'actualité ni avec l'élection régionale en cours.

## Synthèse des résultats électoraux

### Élections régionales
Les résultats ci-dessous concernent uniquement les élections où elle est tête de liste.
| Année | Liste | Liste      | Région        | 1er tour | 1er tour | 2d tour | 2d tour |
| Année | Liste | Liste      | Région        | %        | Rang     | %       | Rang    |
| ----- | ----- | ---------- | ------------- | -------- | -------- | ------- | ------- |
| 2021  |       | DVG-PS-PRG | Île-de-France | 11,10    | 5e       | Fusion  | Fusion  |

## Distinctions
- Prix Arc-en-ciel 2004 pour L'Enfant-Bois.
- Prix Carbet des lycéens pour L'Enfant-Bois[Quand ?].
- Trophée des femmes en or, catégorie médias, à Courchevel, du 11 au 14 décembre 2008.

## Publications
- L'Enfant-Bois : roman, Paris, Mercure de France, 2003, 207 p. (ISBN 978-2-7152-2446-9)
  - L'Enfant-Bois, Paris, Gallimard, coll. « Folio » (no 4347), 2006, 257 p. (ISBN 978-2-07-031845-2)
- Libres comme Elles : Portraits de femmes singulières, Paris, Editions de la Martinière, 2014, 216 p. (ISBN 978-2-7324-6401-5)
- Libres et insoumis : Portraits d'hommes singuliers, Paris, Editions de la Martinière, 2015, 216 p. (ISBN 978-2-7324-7469-4)
- La Femme, Paris, Flammarion, coll. « Le Monde en tableaux », 2016, 192 p.  (ISBN 978-2-0813-9413-1)
- Dorian Dreuil (pref. Audrey Pulvar, Plaidoyer pour l'engagement citoyen, le regard d'un humanitaire, Paris, VA Edition, 2019, 122 p.

## Télévision

### Activité journalistique résumée
- 1995-2002 : Journaux sur ATV
- 2003-2004 : Journaux sur France 3 Marseille
- 2004 : Joker des journaux sur France 3
- 2004-2005 : Soir 3 sur France 3 avec Louis Laforge
- 2005 : Victoires du jazz 2005 avec Pierre Lescure sur France 3
- 2005-2009 : 19/20 sur France 3
- 2006 : Français, à cœur et à cris sur France 3
- 2006-2009 : Parlez-moi d'ailleurs sur LCP
- 2009-2010 : 18/20 sur I-télé
- 2009-2010 : interview politique dominicale sur I-télé
- 2010 : interview non-politique de 10 minutes sur I-télé
- 2011 : Arrêt sur l’info sur I-télé
- 2011-2012 : On n'est pas couché sur France 2 : chroniqueuse
- 2012-2015 : Le Grand 8 sur D8 : chroniqueuse
- 2013 : Touche pas à mon poste ! sur D8 : animatrice remplaçante
- 2014-2017 : Grand JT sur I-télé
- 2014-2017 : 18h Politique sur I-télé
- 2014-2016 : On ne va pas se mentir sur I-télé
- 2017 : Le Grand Rendez vous sur Cnews et Europe 1
- 2018 : Cannes 14H sur Altice Studio
- 2022 : Aujourd'hui pour demain sur B SMART

### Actrice
- 2014-2015 : Frères d'armes de Rachid Bouchareb et Pascal Blanchard : présentation de Georges Koudoukou (série télévisée)
- 2016 : Baron noir (série télévisée)

### Doublage
- 2014 : Silex and the City, épisode Quaternaire quadragénaire, série de Jul